# Goodrich Court

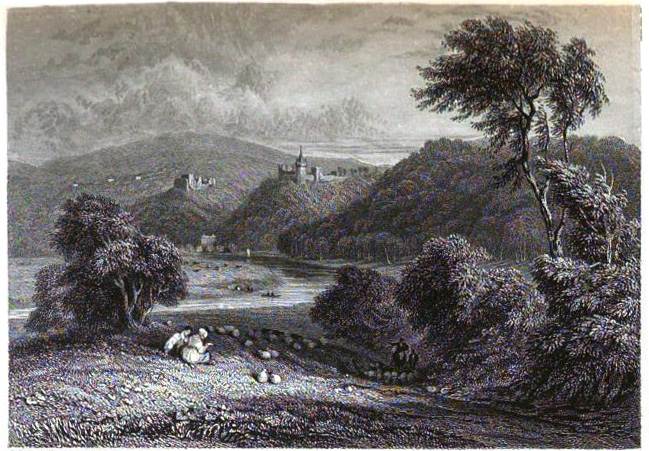
Bild aus viktorianischer Zeit, das Goodrich Court und Goodrich Castle zeigt.

Goodrich Court war eine neugotische Burg, die der Altertumsforscher Samuel Rush Meyrick 1828 im Dorf Goodrich in der englischen Grafschaft Herefordshire errichten ließ. Mit Ausnahme des Torhauses, Sommerhauses, Stallblocks und ummauerten Gartens wurde sie 1949 abgerissen.

## Geschichte
Samuel Meyrick war Altertumsforscher mit Interesse an walisischer Geschichte. Er beanspruchte zu Unrecht für sich, vom walisischen Prinzen Owain Gwynedd abzustammen. Meyrick wollte gerne eine walisische Burg als Sitz seiner Vorfahren kaufen, dies scheiterte aber. So entschied er sich, stattdessen seine eigene Burg neben der Burgruine Goodrich Castle, nahe der walisischen Grenze, bauen zu lassen. Er nannte sie „Goodrich Court“. Der Architekturhistoriker Nikolaus Pevsner nannte das Ergebnis ein „fantastisches und enormes, zinnenbewehrtes und turmgeschmücktes Haus“. Seine Lage direkt gegenüber einer echten normannischen Burg, eine Positionierung, die die von Peckforton Castle und Beeston Castle vorwegnahm, veranlasste Sir Walter Scott dazu, sie als „impertinent“ zu verurteilen.
Goodrich Court wurde von Edward Blore nach Meyricks Anweisungen entworfen und aus dem vor Ort verfügbaren, roten Sandstein gebaut. Es war ein Gebäude im neugotischen Stil, basierend allerdings auf eduardischen Architektur von Goodrich Castle. Anderen erschien es mehr wie ein französisches Schloß. Das Haus hatte ein Torhaus, Fallgatter, Zinnen, einen Burggraben und Türme, war aber auch für sein Arsenal, eine lange Halle, die Meyricks berühmte Waffensammlung enthielt, bekannt. Viele Details der Burg zeigten die heraldischen Symbole von Aymer de Valence, einem mittelalterlichen Adligen, der Anfang des 14. Jahrhunderts auf Goodrich Castle gelebt hatte.

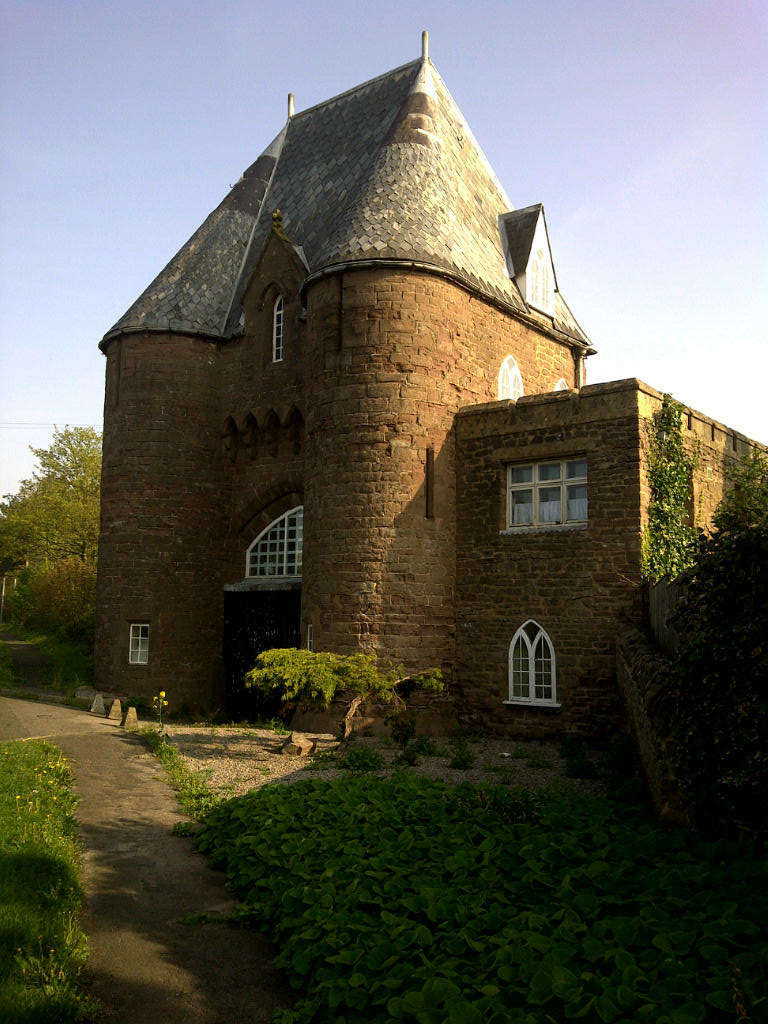
Das Torhaus, eines der vier bis heute erhaltenen Fragmente von Goodrich Court

Nach Meyricks Tod 1848 kaufte George Moffatt, ein liberaler Parlamentsabgeordneter, Goodrich Court. Die Moffatts erweiterten die Burg im Stil des bisherigen Gebäudes, z. B. um Stallungen. Im Zweiten Weltkrieg diente die Burg der Felsted School, einer Schule, die aus Essex hierher evakuiert worden war. Als die Schule 1946 zurück nach Felsted verlagert wurde, entfernte man alle Einbauten aus der Burg und riss sie 1949 ab. Das im Osten gelegene Torhaus an der Straße nach Ross-on-Wye ist bis heute erhalten und ist offenbar eng an dem Marschiertor in Aachen angelehnt. Es wird von Pevsner als „aus rotem Stein mit runden Türmen und Maschikulis“ errichtet beschrieben.
Der Standort des Gebäudes ist heute zum Naturreservat erklärt.